# 기니 해류

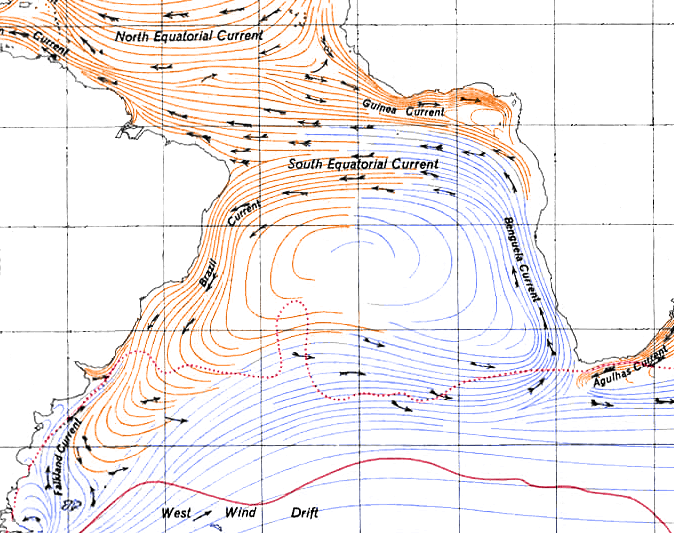

기니 해류(Guinea Current)는 서아프리카 기니 (지역) 해안을 따라 동쪽으로 흐르는 느리고 따뜻한 해류이다. 이는 인도양과 태평양의 적도 반류와 어느 정도 유사하다.

## 같이 보기
- 해류
- 환류 (해양학)
- 물리해양학